# Lake Pocotopaug
Lake Pocotopaug é uma Região censo-designada localizada no estado americano de Connecticut, no Condado de Middlesex.

## Demografia
Segundo o censo americano de 2000, a sua população era de 3169 habitantes.

## Geografia
De acordo com o United States Census Bureau tem uma área de
9,0 km², dos quais 6,9 km² cobertos por terra e 2,1 km² cobertos por água.

## Localidades na vizinhança
O diagrama seguinte representa as localidades num raio de 16 km ao redor de Lake Pocotopaug.